# Quimbaya
Quimbaya, stari indijanski narod nastanjen upovijesno doba u središnjim i Kordiljerima Kolumbije između rijeka Otún i Paila i pritokama Cauce. Quimbaya Indijanci klasificiraju se porodici Cariban i vjerojatno su bili srodni grupama Pozo, Picara, Carrapa, Paucura, Caramanta, Zopía, Quincha, Irra, Anserma, Chanco i drugima. 
Ova plemena naseljavala su taj kraj davno prije dolaska Europljana, a među nekima je bilo i kanibalizma. Iza plemena Quimbaya ostala je bogata zbirka zlatnih predmeta, kao što su: poporo (obredne posude za vrijedne minerale), narukvice, prstenje, broševi, igle, grudnjaci i drugo. Njihov nakit, uključujući i antropomorfne i zoomorfne figure, izrađen je savršeno i danas se čuva u 'Museo del Oro' u Kolumbiji. Kultura Quimbaya datira od oko 500. do 1500. godine.

## Vanjske poveznice
- West Andes  Arhivirana inačica izvorne stranice od 5. svibnja 2008. (Wayback Machine) (engl.)
- ukotvorine Quimbaya  Arhivirana inačica izvorne stranice od 16. listopada 2015. (Wayback Machine), Nacionalni muzej američkih indijanaca (engl.)

|  | Zajednički poslužitelj ima još gradiva o temi Quimbaya |